# Dziedzictwo del Monte
Dziedzictwo del Monte (hiszp. Los Herederos del Monte) – kolumbijska telenowela z 2011 roku wyprodukowana przez wytwórnię RTI Columbia dla Telemundo. Adaptacja  chilijskiej telenoweli Hijos Del Monte z 2008 roku.
Telenowela była emitowana m.in. w Stanach Zjednoczonych na kanale Telemundo, a w polskiej wersji od 19 lipca 2013 na kanale iTVN. Opracowaniem wersji polskiej zajęła się telewizja TVN. Autorem tekstu był Michał Marrodan. Lektorem serialu był Paweł Straszewski. 

## Obsada
| Aktor               | Rola               |
| ------------------- | ------------------ |
| Marlene Favela      | Paula del Monte    |
| Mario Cimarro       | Juan del Monte     |
| José Luis Resendez  | José del Monte     |
| Margarita Muñoz     | Julieta Millán     |
| Fabián Ríos         | Gaspar del Monte   |
| Katharine Porto     | Adela              |
| Jonathan Islas      | Lucas del Monte    |
| Alejandra Sandoval  | Guadalupe Mardones |
| Ezequiel Montalt    | Pedro del Monte    |
| Carla Giraldo       | Rosario Millán     |
| Margarita Reyes     | Beatriz Pereira    |
| Pedro Rendón        | Efraín Mardones    |
| Juan Pablo Obregón  | Johnny Delgado     |
| Karina Cruz         | Consuelo Millán    |
| Emerson Rodriguez   | Amador Cereceda    |
| Natasha Klauss      | Berta Soto         |
| Didier Van Den Hove | Eleuterio Mardones |
| Margarita Durán     | Rosa Cifuentes     |
| Diana Quijano       | Sofía Cañadas      |
| Javier Delgiudice   | Miguel Millán      |
| Roberto Mateos      | Modesto Mardones   |

### Aktorzy drugoplanowi
| Aktor                  | Rola                  |
| ---------------------- | --------------------- |
| Julio Del Mar          | Emilio del Monte      |
| Andres Felipe Martinez | Gustavo del Fierro    |
| Alejandro Lopez        | Esteban Montero       |
| Roberto Vander         | Emilio del Monte      |
| Adriana López          | Inés                  |
| Natalie Morales        | Caroline Wolf         |
| Javier Gómez           | Emiliano Lopez Oberto |
| Andres Ogilvie         | Nacho                 |
| Joaquin Ujueta         | Simon                 |
| Alfredo Esper          |                       |
| Maria Leon             | Carmen Cereceda       |
| Sandra Guzman          | Magdalena             |
| Maria Cristina Galindo | Magda                 |
| Carlos Ulises Villa    | Ángel                 |
| Ingrid Solano          |                       |
| Lucía Garay            |                       |
| Jacob Isaza            |                       |
| Armando Rivera         |                       |
| Hugo Castro            |                       |
| Pedro Antonio Vargas   |                       |
| Miguel Puerta          |                       |